# Рейссиг, Луис
Луис Рейссиг (исп. Luis Reissig; 8 октября 1897, Буэнос-Айрес — 1972) — аргентинский писатель

 и педагог.
Окончил факультет права и общественных наук в Университете Буэнос-Айреса со специализацией по бюджетному праву. В 1930 году выступил одним из учредителей независимого высшего учебного заведения в Буэнос-Айресе — Свободного коллежа высшего образования (исп. Colegio Libre de Estudios Superiores) — и исполнял обязанности его секретаря вплоть до расформирования коллежа в 1961 году. Некоторое время также возглавлял журнал La Educación («Образование»), работал в отделе образования Панамериканского союза.
Опубликовал роман «Поход генерала Булеле» (исп. La campaña del general Bulele; 1928, русский перевод Ю. Казариновой, 1929); согласно Д. Выгодскому, «подвергая жесточайшей критике деятелей марокканской авантюры, роман разоблачает современное милитаристическое государство, живущее за счет колониальной экспансии, основывающее благополучие паразитической верхушки на порабощении и гибели огромных масс колониального населения». Выпустил также сборник лекций об Анатоле Франсе (1933) и множество работ по вопросам образования, в том числе книги «Образование в национальной жизни» (исп. Educación para la vida nacional; 1946), «Эпоха технологий и образование» (исп. La era tecnológica y la educación; 1958), «Образование и экономическое развитие» (исп. Educación y desarrollo económico; 1961), «Образовательные проблемы Латинской Америки» (исп. Problemas educativos de América Latina; 1963).